# María Juncal

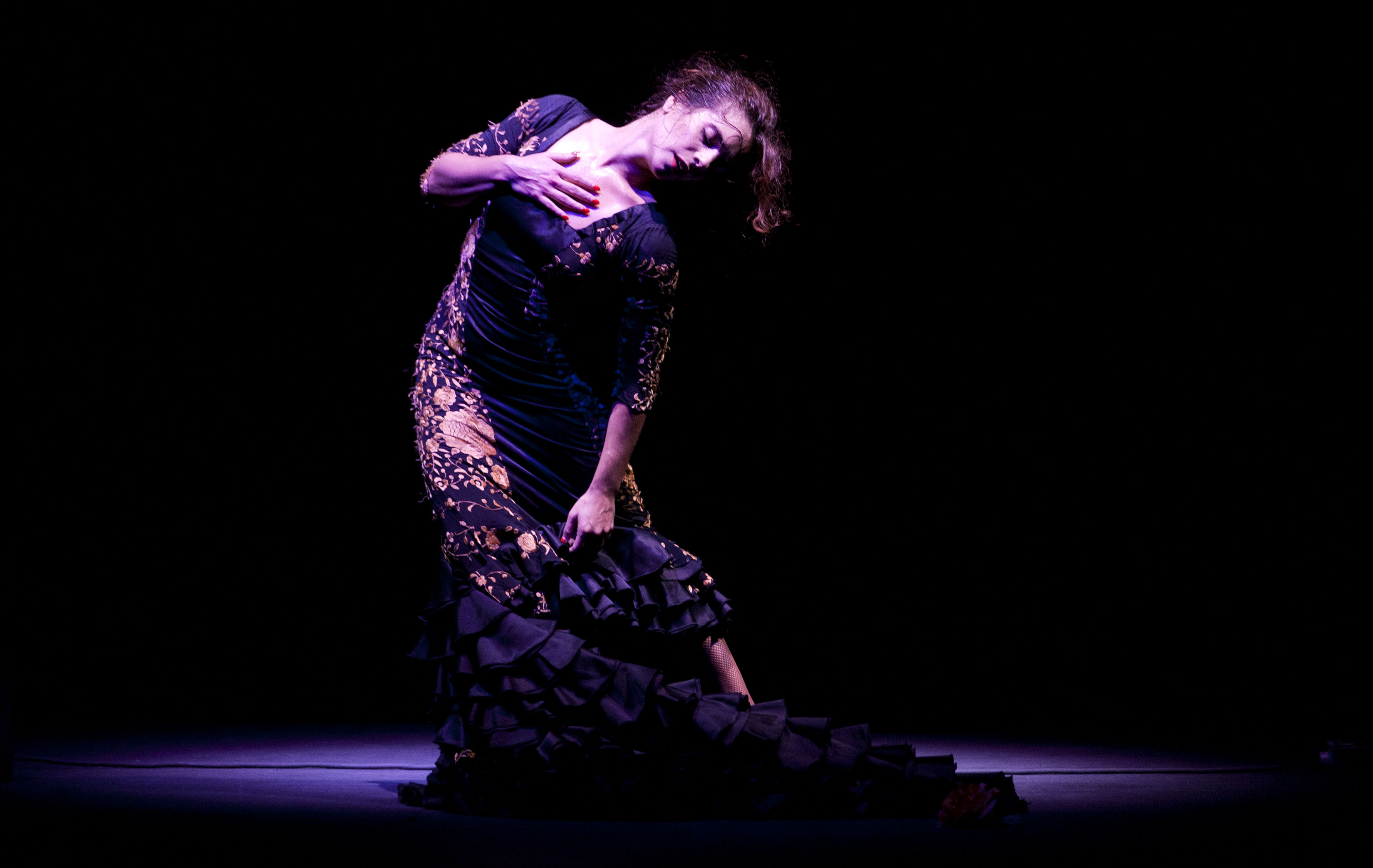
María Juncal en escena, en 2013.

María Juncal (n. Las Palmas de Gran Canaria, España[¿cuándo?]) es una bailaora de flamenco española. Ha participado en diferentes espectáculos como Jarocho bajo la dirección de Richard O'Neal, director asistente de Riverdance. Las giras que ha realizado han sido en Francia, España, Italia, Grecia, Holanda, Bélgica, Estados Unidos, Israel, México, Canadá, Alemania, Cuba, Venezuela, China y Japón. Colabora como coreógrafa con el Equipo Nacional de Gimnasia Rítmica de España, 2012.

## Biografía
María Juncal nació en el seno de una familia de sangre flamenca, los Borrull. María Juncal inicia su trayectoria estudiando ballet y danza clásica española en Santa Cruz de Tenerife, donde fue alumna de Miguel Navarro, Rosalina Ripoll y su tía abuela Trini Borrull. Posteriormente continuó con sus estudios en el Centro de Arte Flamenco y Danza Española Amor de Dios en Madrid.
Entre los profesores que la formaron estuvieron Cristóbal Reyes, La Tati , El Güito, Manolete, Ciro y Merche Esmeralda en la parte de flamenco; Nadine Boisaubert y Dagmara Brown en ballet y Trini Borrull y Rosalina Ripoll en clásico español.
Ha tenido a su cargo la dirección artística y general de diferentes espectáculos que realiza con su compañía, como:
1. La gitana Blanca
2. Azabache y miel
3. Murmullos y Geranios
4. Instantes
5. Destemplao
6. La Hora de los Milagros
7. Tercera Llamada junto al Gran maestro Ciro
8. Quimera

En 2011 realizó un documental titulado Flamenco de raíz, que fue nominado a cinco candidaturas.

## Participaciones y eventos
Ha tenido participación en diversos eventos internacionales de danza como:
| Evento                                                | Año         | Lugar                   |
| ----------------------------------------------------- | ----------- | ----------------------- |
| Festival of Performing Arts                           | 2001 y 2002 | Cleveland               |
| Festival Verano de la Villa                           | 2002        | Madrid                  |
| Festival de los Patios Cordobeses                     | 2005        | Córdoba                 |
| Programa de Actividades. CC. Isabel de Farnesio       | 2005        |                         |
| VII Feria de Abril en Irún                            | 2005        | Irún                    |
| Festival Internacional de Las Minas                   | 2005        |                         |
| 20.º Festival Internacional de Ballet de La Habana    | 2005        | La Habana               |
| Festival Flamenco Joven en el Teatro                  | 2006        | Madrid                  |
| 31.º Festival Internacional Chateauroux               | 2006        | Francia                 |
| XXXII Festival Flamenco de Cáceres                    | 2006        |                         |
| Festival Flamenco de Milán                            | 2007        | Milán                   |
| Festival Internacional de Danza de Normandía          | 2007        | Normandía               |
| Festival de Jerez                                     | 2007        |                         |
| Suma Flamenca de Madrid                               | 2007        | Madrid                  |
| Festival de Música en la Sierra                       | 2007        | Madrid                  |
| Festival Internacional de Danza en Vancouver          | 2009        | Canadá                  |
| 10th Aniversary Celebretion Flamenco Arts Festival    | 2009        |                         |
| Festival Internacional de Danza Santiago de Querétaro | 2007 y 2011 | México                  |
| VI Festival de Flamenco en San Blas                   | 2010        | México                  |
| Concierto Andaluz y Gala Flamenco Washington          | 2011        | Washington              |
| Festival de Música Clásica del Mar Muerto             | 2011        | Israel                  |
| Salón de los espejos                                  | 2011        | Barcelona               |
| Seminario en La Habana:“Flamenco por la Vida”         | 2012        | Habana                  |
| Festival de Eindhoven                                 | 2012        |                         |
| Gira por Holanda con 28 funciones por todo el país    | 2012        |                         |
| Festival Internacional Ceiba                          | 2013        | Tabasco, México         |
| Festival Internacional de la Cultura Maya             | 2014        | Mérida, Yucatán, México |

## Premios y reconocimientos
La bailaora María Juncal ha obtenido los siguientes premios y reconocimientos
| Premio                                                                    | Año  |
| ------------------------------------------------------------------------- | ---- |
| Premio Nacional de Danza Flamenca Antonio Gades en Córdoba                | 2004 |
| Primer Premio de Baile Flamenco y Trofeo “Desplante”                      | 2006 |
| Premio a la mejor solista flamenca con la obra “El encierro de Ana Frank” | 2006 |
| Mención de Honor del Gran Teatro de La Habana                             | 2006 |
| Embajadora Universal del Flamenco por el DIF Estatal de Tabasco, México   | 2011 |